# Spanyol–török háborúk
Spanyol–török háborúk: A rekonkviszta 1492-ben Granada visszafoglalásával győzelmesen zárult, ezzel a spanyol uralkodók már maguk léptek fel hódítóként az egymással is torzsalkodó észak-afrikai muszlim államokkal szemben és az Újvilágban. Marokkóban, Algériában és Tunéziában vittek véghez jelentős hódításokat. Keleten a törökök hódítottak, elzárva ezzel a levantei kereskedelmi útvonalakat, sértve több ország, így Spanyolország érdekeit.
A spanyolok és az oszmánok már korábban, a 15. században is összecsaptak. A törökök a 16. században szövetségeseik közé sorolhatták már Franciaországot is, aki a spanyolokkal és a Habsburgokkal szemben segítette őket.

## Háborúk

### 1518-29
Hareddin Barbarossa Algír királya a spanyol expanzió miatt (amely elfoglalta sok algír várost, mint Algírt és Bonát), ezért elismerte hűbérurának a török szultánt. I. Szelim őt beglerbégi rangra emelte, és rábízta az észak-afrikai oszmán hadak vezetését. A törökök 1518-ban megtámadták a spanyolokat északon. 1522-ben bevették Bonát, hét évvel később Algírt, így az első konfliktus teljesen oszmán győzelemmel ért véget.

### 1535-36
Győzelmei jutalmául Barbarossa lett 1533-ban a török flotta parancsnoka és vezetésével megtámadták a spanyol és olasz partvidékeket, nagy pusztítást hagyva maguk mögött.
V. Károly német-római császár megelégelte a törökök ténykedését a Földközi-tengeren és hadjáratot indított Tunisz és Algír, valamint az ottani törökök ellen Portugália, Genova és még más államok közreműködésével. 1535. június 16-án kikötött Észak-Afrikában, mintegy 26 ezer fős spanyol-német haddal, melyek között jól felszerelt és ütőképes gyalogos landsknechtek voltak. Július 14-én Károly bevette Goletta várát. Július 20-án ellene vonult Barbarossa több mint 80 ezer fős oszmán-algír serege Tunisz városánál. A török és arab lovasok azonban súlyos vereséget szenvedtek a fegyelmezetten felsorakozó német gyalogosokon, s a városban a keresztény rabszolgák fellázadtak és segítségükkel vette be Károly a várost, ahol szörnyű vérfürdőt rendezett.

### 1537-40
Ezzel a Velencei–spanyol–török háború (1537–40) c. szócikk foglalkozik